# Холерик
Холе́рик (грец. χολή,холі, «жовч, отрута») — один з чотирьох видів темпераменту у класифікації Гіппократа. Для холерика властиві високий рівень нервово-психічної активності та енергії дій, різкість і поривчастість рухів, сильна імпульсивність та яскравість емоційних переживань (переважають процеси збудження над гальмуванням). Людину холеричного темпераменту можна схарактеризувати як швидку, поривчасту, здатну віддаватися справі з пристрасністю, але неврівноважену, схильну до бурхливих емоційних спалахів і різких змін настрою. Люди цього темпераменту мають сильну систему. Вони здатні долати значні труднощі, але погано стримують себе, легко «вибухають».